# Нижнекаменское сельское поселение (Воронежская область)
Нижнекаменское се́льское поселе́ние — муниципальное образование в Таловском районе Воронежской области Российской Федерации.
Административный центр — посёлок Нижняя Каменка.

## География
Местоположение Нижнекаменского сельского поселения в центре Русской равнины обуславливает умеренно континентальный климат с сухим летом и умеренно холодной зимой с устойчивым снежным покровом.
Рельеф поверхности территории сельского поселения осложнен сетью оврагов различной глубины и протяженности, самая большая категория земель (85,4 %) — земля сельскохозяйственного назначения.

## История
Статус и границы сельского поселения установлены Законом Воронежской области от 2 декабря 2004 года № 88-ОЗ «Об установлении границ, наделении соответствующим статусом, определении административных центров муниципальных образований Грибановского, Каширского, Острогожского, Семилукского, Таловского, Хохольского районов и города Нововоронеж».
Законом Воронежской области от 30 ноября 2015 года № 163-ОЗ, были преобразованы, путём их объединения Анохинское, Нижнекаменское и Хорольское сельские поселения — в Нижнекаменское сельское поселение с административным центром в посёлке Нижняя Каменка.

## Население
| 2010  | 2012  | 2013  | 2014  | 2015  | 2016  | 2017  |
| ----- | ----- | ----- | ----- | ----- | ----- | ----- |
| 1170  | ↗1185 | ↘1181 | ↗1199 | ↗1200 | ↗2079 | ↘2048 |
| 2018  |       |       |       |       |       |       |
| ↘2004 |       |       |       |       |       |       |

## Состав сельского поселения
| №  | Населённый пункт | Тип населённого пункта          | Население |
| -- | ---------------- | ------------------------------- | --------- |
| 1  | Анохинка         | посёлок                         | 167       |
| 2  | Берёзовка        | посёлок                         | 49        |
| 3  | Бражников        | посёлок                         | 7         |
| 4  | Верёвкин 1-й     | посёлок                         | 99        |
| 5  | Верёвкин 2-й     | посёлок                         | 168       |
| 6  | Гуляй Поле       | посёлок                         | 47        |
| 7  | Крутинский       | посёлок                         | ↘0        |
| 8  | Купальный        | посёлок                         | 94        |
| 9  | Ленинградский    | посёлок                         | 70        |
| 10 | Львов            | посёлок                         | 47        |
| 11 | Макаровский      | посёлок                         | 0         |
| 12 | Московский       | посёлок                         | 35        |
| 13 | Нижняя Каменка   | посёлок, административный центр | 462       |
| 14 | Порохово         | посёлок                         | 209       |
| 15 | Солонцовский     | посёлок                         | 0         |
| 16 | Тамбовка         | посёлок                         | 49        |
| 17 | Терехово         | посёлок                         | ↗348      |
| 18 | Утиновка         | посёлок                         | 291       |
| 19 | Хорольский       | посёлок                         | ↘128      |